# Hors-bord C-67
Pour plus de détails, voir Fiche technique et Distribution.
Hors-bord C-67 (Speed Demon) est un film américain en noir et blanc de D. Ross Lederman, sorti en 1932.

## Synopsis
Un mécanicien travaille pour un constructeur de bateaux de course qui est aussi le père de sa petite amie. Il obtient de piloter un bateau de conception toute nouvelle, mais son rival l’enivre avant la course et détruit le bateau...

## Fiche technique
- Titre : Hors-bord C-67
- Titre original : Speed Demon
- Réalisation : D. Ross Lederman
- Scénario : Charles R. Condon
- Producteur : Wallace MacDonald
- Société de production et de distribution : Columbia Pictures
- Photographie : Benjamin H. Kline
- Pays de production : États-Unis
- Format : noir et blanc - 35 mm - 1,37:1 - son : Mono   (Western Electric System)
- Genre : action
- Durée : 69 minutes
- Dates de sortie :
  - États-Unis : 11 novembre 1932
  - France : 1er mars 1935

## Distribution
- William Collier Jr. : « Speed » Morrow
- Joan Marsh : Jean Torrance
- Wheeler Oakman : Pete Stenner
- Robert Ellis : Langard
- George Ernest : Catfish Jones
- Frank Sheridan : capitaine Torrance
- Wade Boteler : Runyan
- Edward LeSaint : Juge
- Fuzzy Knight : Lefty
- Ethan Laidlaw : Red
- Harry Tenbrook : Bull